# جغد

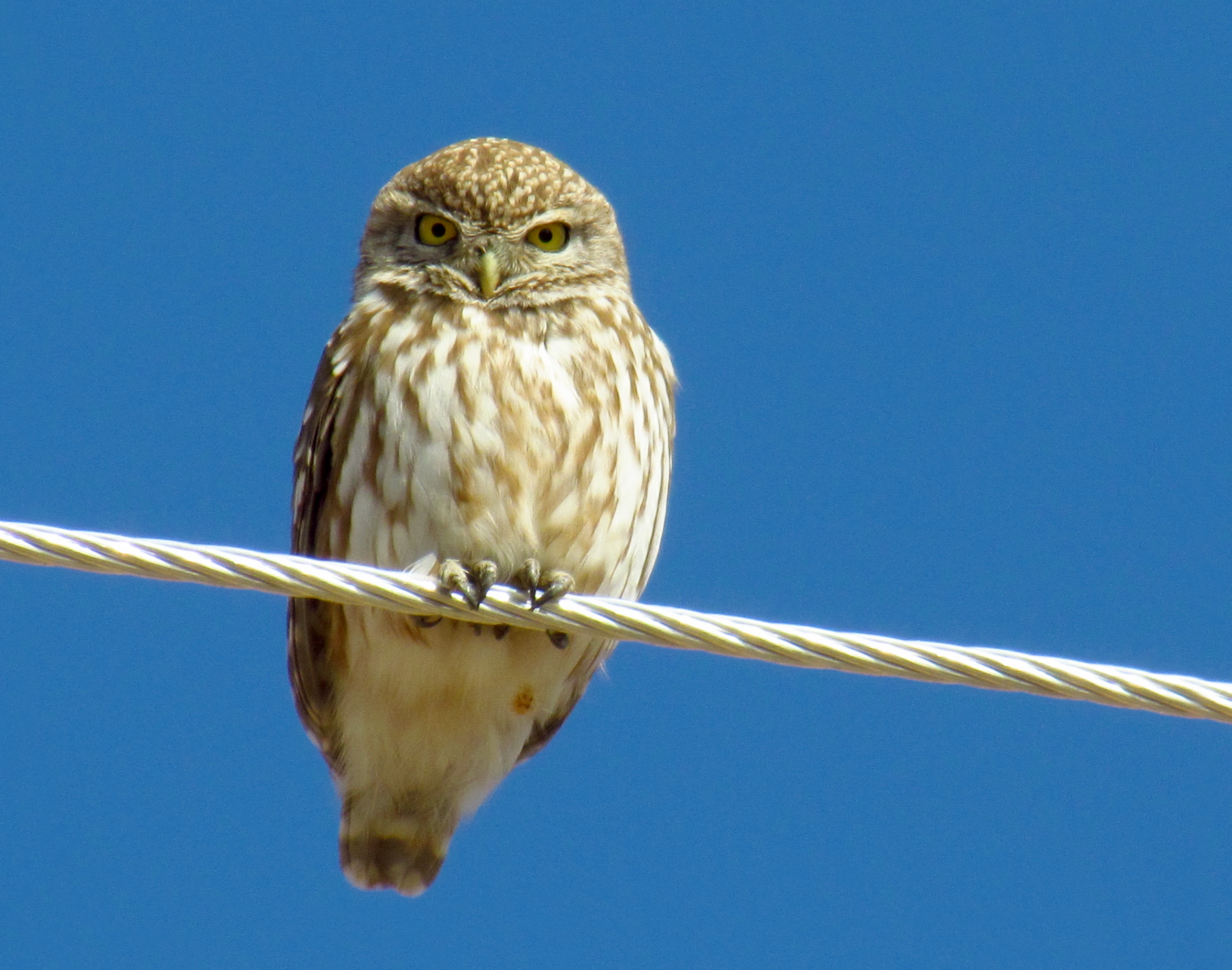
بوستان مهدی قم

جُغد (بوف، بوم، مرغ حق، چغد) نام پرنده‌ای شکاری است از راسته جغدسانان، که دارای قدرت شنوایی و بینایی بسیار بالایی است.
جغدها در همه قاره‌ها به استثنای جنوبگان دیده شده‌اند. جغد پرنده‌ای سودمند است زیرا خوراکش انواع موش می‌باشد و در شکاف‌های تنهٔ درختان و آشیانه‌های متروک زاغان لانه می‌گذارد. جغدها معمولاً شب‌کوشا و پگاه‌رو هستند یعنی هنگام پگاه و شفق از لانه بیرون آمده و شکار می‌کنند. کوچک‌ترین جغد، جغد جنی است که طول آن فقط ۱۳٫۵ سانتیمتر یعنی به بزرگی یک گنجشک است. تخم جغد همیشه به فاصلهٔ چند روز می‌شکند و نوزاد چشم به جهان می‌گشاید. نقش و رنگ پرهای جغدها حالت استتاری دارند تا به هنگام استراحت روزانه‌شان از مزاحمت‌ها بکاهند. جغدی به نام اشوزوشت در اسطوره‌های ایرانی نقش زیادی در یاری نیروی خوبی دارد.
جغدها شامل بیش از ۲۰۰ گونهٔ عمدتاً منفرد و شبگرد هستند که دارای حالتی ایستاده‌اند. جغدها بیشتر، پستانداران کوچک و حشرات و دیگر پرندگان را شکار می‌کنند و شمار کمی از گونه‌ها در شکار ماهی تخصص دارند. جغدها به دو خانواده تقسیم می‌شوند: خانوادهٔ جغدهای راستین (یا معمولی) و خانوادهٔ جغد انبار.

## نام
واژهٔ جغد از زبان سغدی وارد فارسی شده است و اصل سغدی آن چَغوت است. در زبان پارسی میانه به جغد شوگز Šugz می‌گفتند. در متون فارسی واژه‌های مترادف دیگری که برای جغد به‌کار رفته عبارت است از: بوف، بوک، بویک، بوم، بهمن‌مرغ، کوف، یوف، گول، چغد، چغو، کُنگُر، کوچ، کوج، پسک، پش، کوکن، کگران، کوال، نهام، نهار، بیقوچ، بیقوش، بایقوش، قوش، سار. به گونه‌های بزرگ‌جثه از جغد در قدیم خرکوف می‌گفتند. در برخی از شهرستان‌های استان اصفهان به جغد کوچک کوکومَعو نیز می‌گویند و در زبان لری جنوبی شووک گفته می‌شود.
رابط شماری جغد، بَهله است و برای نمونه گفته می‌شود «به دام افتادن یک بهله جغد» یا «آزادسازی سه بهله جغد». (بهله در اصل به معنی دستکشی است که بازدارها به دست می‌کنند.)

## ویژگی‌ها
جغد پرنده‌ای است با چهره‌ای پهن و نوک خمیده و چشم‌هایی درشت و پاهای بزرگ، در دو سوی سرش دو دسته‌پر شبیه گوش گربه قرار دارد که گوش‌پر نامیده می‌شوند. دارای سر بزرگ و منقار قوی قلاب مانند و نیم پیدا و چنگال‌های تیز و نیرومند است. منقار قلاب‌شکل نیرومندش به همراه چنگال‌های نیرومند او برای نگه داشتن شکار به کار می‌رود. رنگش معمولاً کرم قهوه‌ای است. در نوکش یک شکاف هست. او هوای تاریک را دوست دارد. شب‌ها پرواز می‌کند. جغد نوکی کوچک و ظریف دارد. دور دهانش پرهای زبری هست که شبیه مو می‌باشد ولی مو نیست. پاهایش کوچک است. پر و بال او صاف است و خیلی آرام پرواز می‌کند. لبه بیرونی شاه‌پرهای بال حالت دندانه‌دار است و در هنگام حمله به شکار صدای پرها کم باشد.
پرواز آنها بی‌صداست، بعضی از آنها گوش‌پرهای مشخصی دارند. پاهای پوشیده از پر دارند. تک‌زی‌اند و بیشترشان روی درخت زندگی می‌کنند. نر و ماده آنها همشکل است اما ماده‌ها بزرگ‌ترند. جغدها همیشه شکار خود را درسته می‌بلعند و پس از آن‌که بخش‌های گواردنی آن را گواردند بازماندهٔ آن را به شکل تفاله از راه دهان بیرون می‌اندازند.

### بینایی و شنوایی
جغد چشم‌های بزرگ و رو به جلو دارد که بهره‌گرفت از هر دو چشم را در یک زمان برای او میسر می‌سازد و دید دوچشمی را فراهم می‌کند. دید دوچشمی برای برآورد فاصله‌ها به هنگام حمله سودمند است. چشم‌های جغد بسیار حساس است و به خاطر بزرگی چشم‌ها حتی در نور خیلی کم می‌تواند ببیند و به همین دلیل، خوب شکار می‌کند.
چشم‌های جغد اما به چشمخانه چسبیده و ثابت است و از این‌رو جغدها برای دنبال کردن حرکت طعمه، ناچار است سر خود را به پهلو یا پشت بچرخاند. جغد گردن دراز و انعطاف‌پذیری دارد که در زیر پرهایش پنهان شده و این گردن چرخاندن کامل سر را برای او آسان می‌سازد.
نیروی شنوایی جغدها قوی است و شکل پهن و قرص مانند چهرهٔ آن‌ها به رهیافت صدا به سوی گوش‌های بزرگشان یاری می‌رساند. نوک رو به پایین آن‌ها نیز برای این است که برای دریافت صدا کمترین مانع را ایجاد کند. در بیشتر گونه‌های شب‌بیدار جغد، یکی از گوش‌ها کمی بالاتر از گوش دیگر قرار گرفته تا صداها را در حالت حرکات عمودی طعمه نیز دریافت و دنبال کند. جغدها با این قدرت شنوایی خود می‌توانند جهت حرکت طعمه را با دقت بالایی تشخیص دهند. برخی از جغدها دارای چنان قدرت شنوایی هستند که می‌توانند یک طعمه را در تاریکی مطلق تشخیص دهند.

### آناتومی
جغدها می‌توانند سر و گردن خود را تا ۲۷۰ درجه بچرخانند. آن‌ها ۱۴ مهره گردن در مقایسه با هفت مهره در انسان دارند که باعث انعطاف‌پذیری بیشتر گردن آن‌ها می‌شود. ساختار مهره‌ها این اجازه را به جغدها می‌دهد که هنگام چرخش سر، جریان خون به‌سوی مغز، مختل نشود.

### اندازه
جغد جنی با وزن ۳۱ گرم و طول ۱۳٫۵ سانتی‌متر، کوچک‌ترین جغد است و جغدک ریش‌بلند و جغد کوتوله تامائولیپاس نیز با اندازه‌ها و وزنی مشابه از کوچک‌ترین جغدها هستند.
بزرگ‌ترین جغدها دو بوف با اندازه مشابه با نام‌های شاه‌بوف اوراسیایی و بوف ماهی‌خوار بلکیستون هستند. بزرگ‌ترین جغدهای ماده از این دو گونه ۷۱ سانتی‌متر طول، ۱۹۰ سانتی‌متر فاصلهٔ نوک بال‌ها و ۴٫۲ کیلوگرم وزن دارند.

### دودیسی جنسی
دودیسی جنسی یک تفاوت فیزیکی بین نر و مادهٔ یک گونه است. جغدهای ماده معمولاً بزرگتر از جغدهای نر هستند. درجهٔ دودیسی در اندازه در جمعیت‌ها و گونه‌های مختلف متفاوت است و از طریق صفات مختلفی مانند طول بال‌ها و تودهٔ بدن، اندازه‌گیری می‌شود.

## آرایه‌شناسی
حدود ۲۲۰ تا ۲۲۵ گونه موجود از جغدها شناخته شده است که به دو خانواده تقسیم می‌شوند:
1. جغدان راستین یا خانوادهٔ جغدهای معمولی
2. جغدان انبار

برخی از خانواده‌های کاملاً منقرض شده نیز بر اساس بقایای فسیلی شناسایی شده‌اند که بسیار متفاوت از جغدهای کنونی هستند.

### خانوادهٔ جغدان انبار
- سردهٔ جغدهای انبار - حدود ۱۵ گونه موجود و احتمالاً یکی از آن‌ها به تازگی منقرض شده است.
- سردهٔ جغدهای خلیجی - دو تا سه گونه موجود و احتمالاً یکی از آن‌ها به تازگی منقرض شده است.

### خانوادهٔ جغدان راستین یا جغدان معمولی
- سردهٔ جغدهای جیغ‌اره‌ای - چهار گونه
- سردهٔ جغدهای گوش‌دار - هشت گونه
- سردهٔ جغد سنگی - دو تا چهار گونه (بسته به دسته‌بندی‌های مختلف)
- سردهٔ بوف‌ها - جغدهای شاخدار، جغدهای عقابی و جغدهای ماهی‌گیر. حدود ۲۵ گونه
- سردهٔ جغد کوتوله - حدود ۳۰–۳۵ گونه
- سردهٔ جغد پورتوریکویی - جغد پورتوریکویی
- سردهٔ جغد پابرهنه - جغد پابرهنه یا جغد کوبایی
- سردهٔ جغد کاکلی
- سردهٔ جغد یالدار
- سردهٔ جغد جیغ‌کش - حدود ۲۰ گونه
- سردهٔ جغد جنی
- سردهٔ جغدبازها - حدود ۲۰ گونه
- سردهٔ مرغ حق - احتمالاً پیراتبار، حدود ۴۵ گونه
- سردهٔ جغد جامائیکایی
- سردهٔ جغد کاج زرد - جغد مشتعل
- سردهٔ جغد سفیدرخ - دو گونه
- سردهٔ جغدهای عینکی - سه گونه
- سردهٔ جغدهای بی‌گوش - حدود ۱۵ گونه
- سردهٔ جغدباز شمالی
- سردهٔ جغدک طوق‌دار
- سردهٔ جغدباز پاپوآیی
- سردهٔ جغدک ریش‌بلند

## جغد در فرهنگ عامه
جغد در ایران باستان یکی از نمادهای ایزدیان بود که با نام اشوزوشت و مرغ بهمن از آن یاد شده است. کم‌کم، جغدها در فرهنگ عامهٔ ایران نمادی شوم و نحس پیدا کردند، که بنا و ادبیات فارسی نماد شومی ریشه در تاریخ ایران دارد در کتاب تاریخ بلعمی (۳۴۲ ه‍.ش/۹۶۳ م) جغد خبررسان مرگ پشنگ پسر کیومرث بوده است که این جغد را نماد شومی کرده است. در این کتاب چنین آمده:
این گیومرث این بار بسیار چیزها داشت با خویشتن چون به راه اندر همی‌شد جغد را دید که پیشِ وی آمد و به راه بنشست، چند بار بانگ کرد با سهم. گیومرث در رسید برپرید و دورتر شد و بنشست و همی‌خروشید و کیومرث اندیشه کرد و گفت این غمِ دلِ من، و این خروشِ این مرغ نه از گزاف است. گفت: ای مرغ اگر خبرِ خیر است خجسته فال ماناد از تو در فرزندان آدم تا جهان باشد. و اگر بد است شوم باشیا و فالِ شومِ ما باد از تو تا جهان باشد. و چون بر کوه شد پسر را بیافت هلاک‌شده، جغد را نفرین کرد و برآمد.[و از این کار را] مردمانِ عجم او را شوم دارند و بانگِ او را ناخجسته دارند. و زجر از این قیاس کنند وگرنه او را هیچ گناهی نیست که دیگر مرغان را نیست.
البته لازم است ذکر شود که بگوییم در متن‌های کهن باستانی جغد را «هو مورو» نیز می‌خواندند یعنی پرنده دانا.
در کتاب‌های قصه نیز این پرنده عینک به چشم دارد و به دیگر جانوران پند و اندرز می‌دهد. در کتاب اوستا از جغد با نام "اشوزشت " یاد شده یعنی: فراری‌دهنده دیوها و پلیدی‌ها.

## گونه‌های جغد در ایران
در ایران ۱۴ گونه جغد وجود دارد که می‌توان گفت گونه‌های مختلف در سرتاسر این کشور پراکندگی دارند:
1. جغد انبار Bran owl
2. مرغ حق جنوبی Straited scops owl
3. مرغ حق خاوری Oriental scops owl
4. مرغ حق اوراسیایی Eurasian scops owl
5. شاه‌بوف اوراسیایی Eurasian eagle owl
6. جغد جنگلی Tawny owl
7. جغد شمالی Tengmalm's owl
8. جغد طلایی Humes Tawny owl
9. جغد کوچک Little owl
10. جغد خالدار جنوبی Spotted little owl
11. جغد گوش‌دراز (جغد شاخدار) Long – eared owl
12. جغد تالابی short – eared owl
13. بوف ماهی‌خوار قهوه‌ای Brown fish owl
14. بوف برفی Snowy owl

## نگارخانه

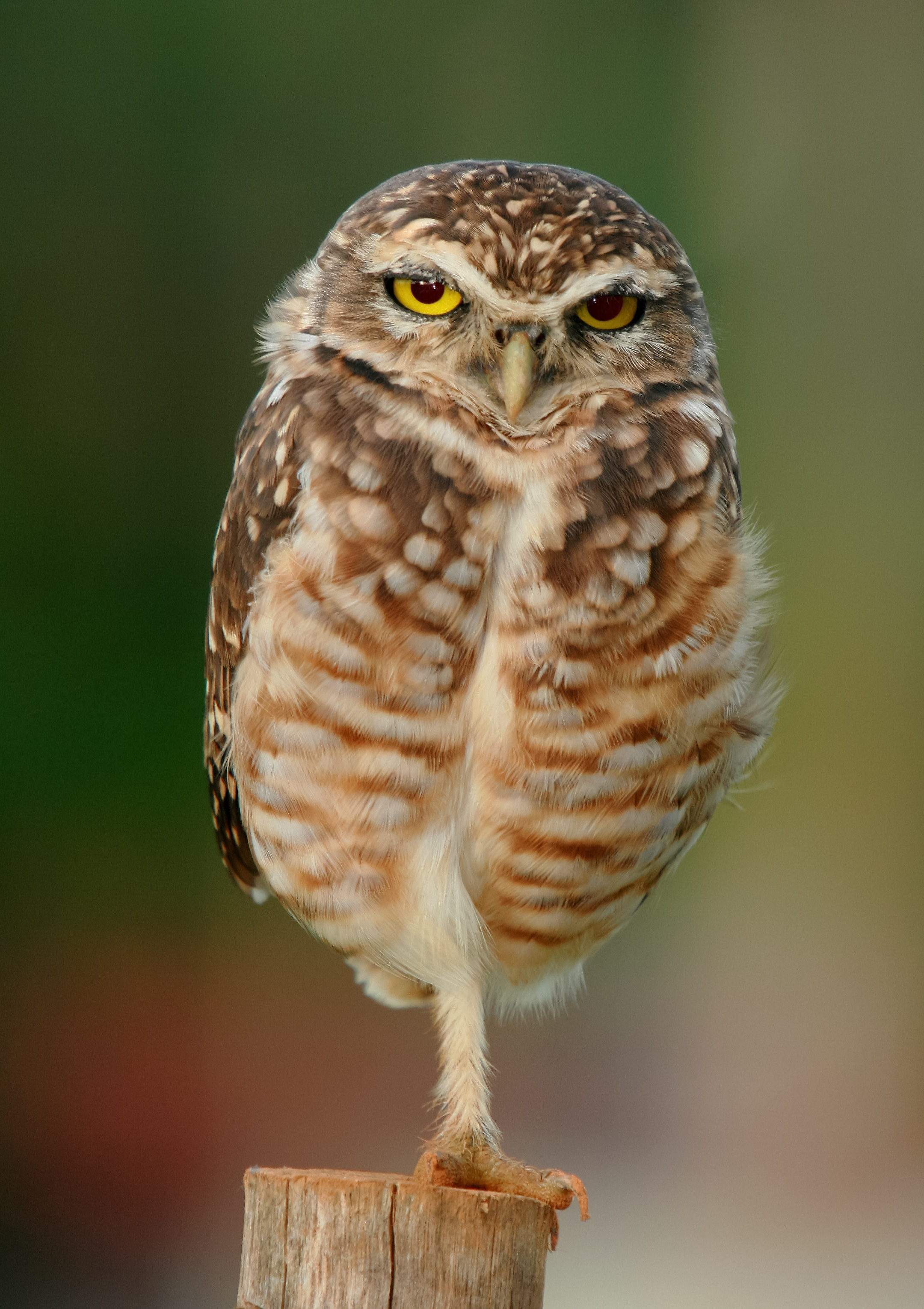
جغد سوراخ‌نشین
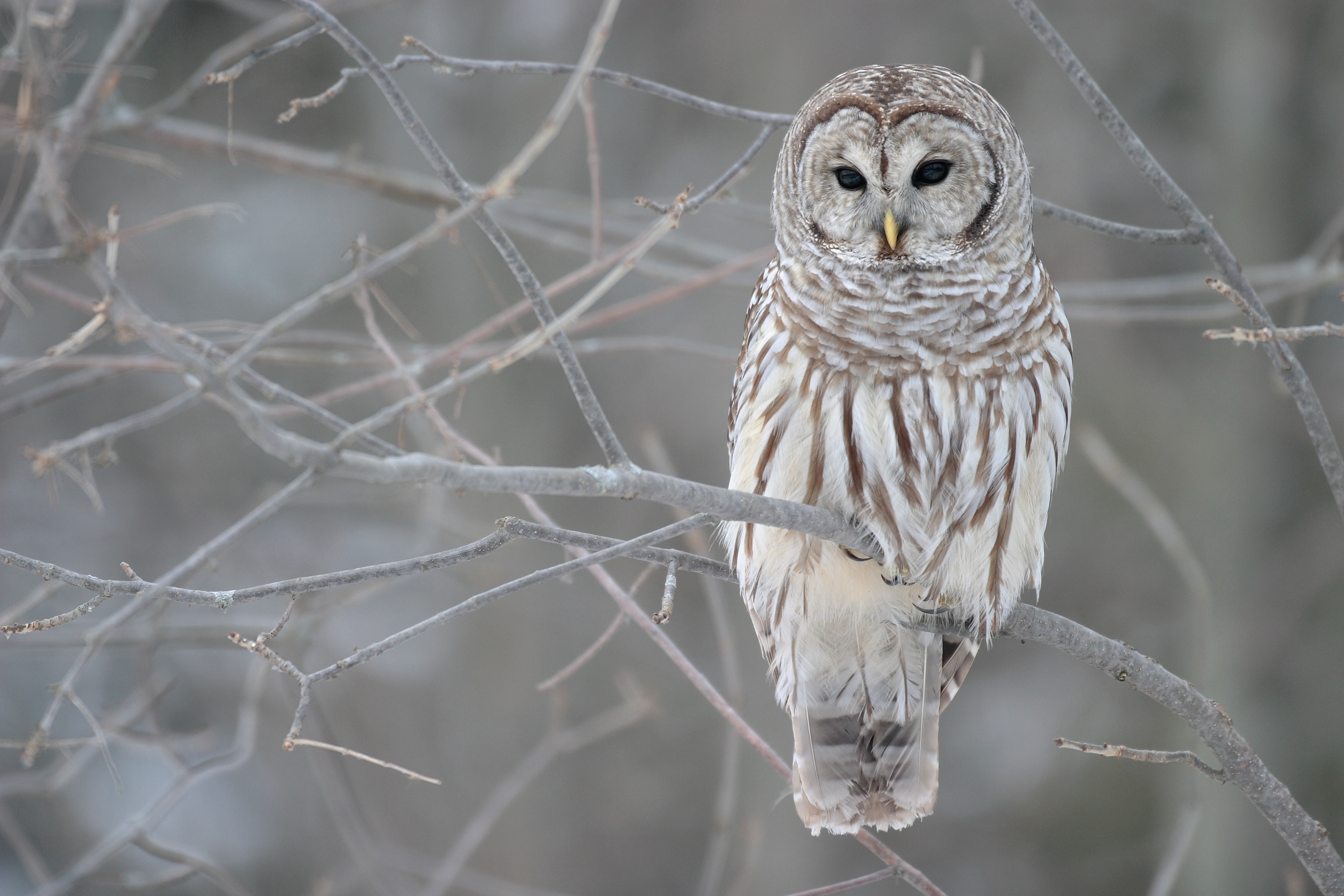
نوعی جغد ساکن مناطق آمریکای شمالی
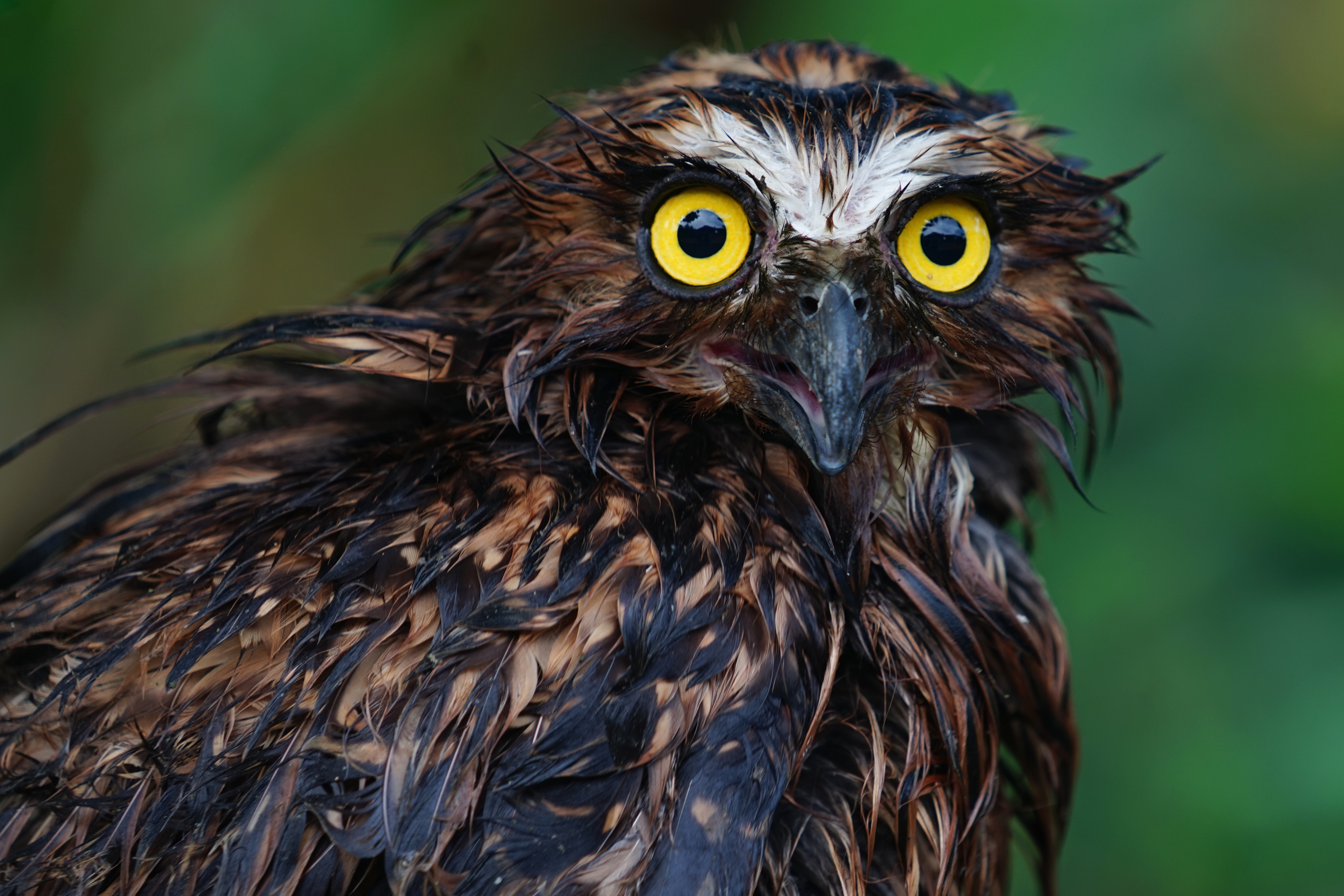